# Robert A. Johnson (economista)
Robert A. Johnson es un economista estadounidense, director ejecutivo del Instituto para el Nuevo Pensamiento Económico y director del Proyecto sobre Finanzas Globales del Instituto Roosevelt. También ha trabajado en el mercado de divisas en Wall Street para George Soros.

## Análisis económico
Johnson defiende que el empleo y el subempleo son los causantes de la caída de los ingresos fiscales en Estados Unidos durante los mandatos de George W. Bush y Barack Obama.

## Publicaciones
- (Como productor ejecutivo). Taxi to the Dark Side. Dirigido por Alex Gibney, THINKFilm, 2007.
- No Change We Can Believe In: Finance is much the same as ever. Newsweek Magazine. 5 de noviembre de 2009.
- What About an Additional 12.5 Billion? The New York Times. 10 de noviembre de 2009.
- Robert Johnson on Resolution Austerity. The Roosevelt Institute. "Make Markets Be Markets Conference," 3 de marzo de 2010, Nueva York.
- Who is Influencing Obama's Budget Proposal? Following the Funders. The Huffington Post. 15 de febrero de 2011.